# Piper roblalense
Piper roblalense är en pepparväxtart som beskrevs av Truman George Yuncker. Piper roblalense ingår i släktet Piper och familjen pepparväxter. Inga underarter finns listade i Catalogue of Life.